# 韦尔吕 (热尔省)
韦尔吕（法語：Verlus）是法国热尔省的一个市镇，属于米朗德区（Mirande）里斯克尔县（Riscle）。该市镇总面积6.19平方公里，2009年时的人口为102人。

## 人口
韦尔吕人口变化图示